# Saison 2018-2019 de la LNHF
Saison précédente Saison suivante
La saison 2018-2019 est la quatrième saison de la Ligue nationale de hockey féminin (LNHF). La saison régulière voit cinq équipes jouer 16 parties, puisque la ligue connait sa première extension avec l'ajout des Whitecaps du Minnesota . 
Ces dernières remportent la Coupe Isobel à l'issue des séries éliminatoires face aux Beauts de Buffalo qui échouent pour la seconde fois d'affilée en finale.

## Contexte
La saison s'ouvre avec une nouvelle équipe, les Whitecaps du Minnesota, première extension de la ligue depuis sa création. La LNHF lance également son premier programme jeunesse avec le « Jr. NWHL», permettant à des clubs juniors d'être affiliés à la ligue .  
La saison se termine sur la victoire des Whitecaps du Minnesota pour leur première année dans la ligue. La LNHF publie également un bon bilan, avec un record de fréquentation lors des matchs (une moyenne de 954 personnes pour 46 matchs) et notamment l'ensemble des matchs des Whitecaps joué à guichet complet . Le match des étoiles attirent plus de 6 200 personnes, un record pour un match féminin de hockey sur le sol américain. La diffusion live des matchs attirent plus de 70 000 spectateurs sur internet, un nouveau record .

## Saison régulière
| Clt   | Équipe                 | PJ | V  | D  | DP | DF | BP | BC | Diff | Pts |
| ----- | ---------------------- | -- | -- | -- | -- | -- | -- | -- | ---- | --- |
| +001, | Whitecaps du Minnesota | 16 | 12 | 4  | 0  | -  | 53 | 34 | + 19 | 24  |
| +002, | Beauts de Buffalo      | 16 | 11 | 4  | 1  | -  | 57 | 25 | + 32 | 23  |
| +003, | Pride de Boston        | 16 | 10 | 5  | 1  | -  | 60 | 36 | +24  | 22  |
| +004, | Metropolitan Riveters  | 16 | 2  | 12 | 2  | -  | 32 | 65 | -33  | 8   |
| +005, | Whale du Connecticut   | 16 | 2  | 12 | 2  | -  | 22 | 64 | - 42 | 6   |

- En gras : vainqueur de la saison régulière, qualifié pour la Coupe Isobel
- En italique : qualifié pour la Coupe Isobel

### Statistiques

#### Meilleures pointeuses
| Joueuse              | Équipe                 | PJ | B  | A  | Pts | Pun |
| -------------------- | ---------------------- | -- | -- | -- | --- | --- |
| Hayley Scamurra (en) | Beauts de Buffalo      | 16 | 10 | 10 | 20  | 12  |
| Maddie Elia (en)     | Beauts de Buffalo      | 16 | 12 | 7  | 19  | 32  |
| Jonna Curtis (en)    | Whitecaps du Minnesota | 16 | 8  | 11 | 19  | 12  |
| Haley Skarupa        | Pride de Boston        | 13 | 6  | 12 | 18  | 6   |
| McKenna Brand (en)   | Pride de Boston        | 16 | 6  | 11 | 17  | 6   |
| Amanda Kessel        | Metropolitan Riveters  | 13 | 2  | 15 | 17  | 6   |

#### Meilleures gardiennes
Ci-après les meilleures gardiennes de la saison régulière ayant joué au moins 300 minutes.
| Gardienne             | Équipe(s)              | PJ | V  | D  | Pr. | Min | BC | Moy  | %Arr | Bl |
| --------------------- | ---------------------- | -- | -- | -- | --- | --- | -- | ---- | ---- | -- |
| Nicole Hensley        | Beauts de Buffalo      | 15 | 5  | 1  | 0   | 360 | 9  | 1,50 | 93,5 | 2  |
| Shannon Szabados      | Beauts de Buffalo      | 15 | 6  | 3  | 1   | 605 | 15 | 1,49 | 93,4 | 2  |
| Amanda Leveille (en)  | Whitecaps du Minnesota | 16 | 11 | 3  | 0   | 860 | 30 | 2,09 | 92,3 | 2  |
| Kaitlin Burt (en)     | Pride de Boston        | 16 | 10 | 5  | 0   | 868 | 31 | 2,14 | 92,3 | 0  |
| Meeri Räisänen (en)   | Whale du Connecticut   | 12 | 2  | 8  | 0   | 692 | 35 | 3,03 | 90,8 | 1  |
| Katie Fitzgerald (en) | Metropolitan Riveters  | 15 | 1  | 10 | 1   | 687 | 41 | 3,58 | 87,9 | 0  |

## Matchs des étoiles
Le troisième match des étoiles de la ligue a lieu à Nashville, le 9 et 10 février 2019, en partenariat avec l'organisation des Predators de Nashville . Le match se tient le 10, après une rencontre des Predators et un concours d'habilité qui a lieu la veille. Les deux capitaines sont Lee Stecklein des Whitecaps du Minnesota et Shannon Szabados des Beauts de Buffalo .

## Séries éliminatoires
Les séries se jouent en match à élimination directe, en ajoutant cette année un quart de finale entre les deux dernières équipes du classement de saison régulière.

### Tableau
|  | Quart-finales | Quart-finales | Quart-finales | Quart-finales |   |           | Demi-finales | Demi-finales | Demi-finales | Demi-finales |  |  | Finale de la Coupe Isobel | Finale de la Coupe Isobel | Finale de la Coupe Isobel | Finale de la Coupe Isobel |
|  |               |               |               |               |   |           |              |              |              |              |  |  |                           |                           |                           |                           |
|  |               |               |               |               |   |           |              |              |              |              |  |  |                           |                           |                           |                           |
|  |               |               |               |               |   |           |              |              |              |              |  |  |                           |                           |                           |                           |
|  |               |               |               |               |   |           |              |              |              |              |  |  |                           |                           |                           |                           |
|  |               |               |               |               |   |           |              |              |              |              |  |  |                           |                           |                           |                           |
|  |               |               |               |               |   |           |              |              |              |              |  |  |                           |                           |                           |                           |
|  | 1             | Minnesota     | 5             | 5             |   |           |              |              |              |              |  |  |                           |                           |                           |                           |
|  | 1             | Minnesota     | 5             | 5             |   |           |              |              |              |              |  |  |                           |                           |                           |                           |
|  |               |               | 4             | Metropolitan  | 1 | 1         |              |              |              |              |  |  |                           |                           |                           |                           |
|  | 4             | Metropolitan  | 4             | Metropolitan  | 1 | 1         | 5            | 5            |              |              |  |  |                           |                           |                           |                           |
|  | 4             | Metropolitan  |               |               |   |           |              | 5            |              |              |  |  |                           |                           |                           |                           |
|  | 5             | Connecticut   | 2             | 2             |   |           |              |              |              |              |  |  |                           |                           |                           |                           |
|  | 5             | Connecticut   | 2             | 2             | 4 | Minnesota | 2            | 2            |              |              |  |  |                           |                           |                           |                           |
|  |               |               |               |               | 4 | Minnesota | 2            | 2            |              |              |  |  |                           |                           |                           |                           |
|  |               |               | 2             | Buffalo       | 1 | 1         |              |              |              |              |  |  |                           |                           |                           |                           |
|  |               |               |               |               | 1 | 1         |              |              |              |              |  |  |                           |                           |                           |                           |
|  |               |               |               |               |   |           |              |              |              |              |  |  |                           |                           |                           |                           |
|  |               |               |               |               |   |           |              |              |              |              |  |  |                           |                           |                           |                           |
|  | 2             | Buffalo       | 4             | 4             |   |           |              |              |              |              |  |  |                           |                           |                           |                           |
|  | 2             | Buffalo       | 4             | 4             |   |           |              |              |              |              |  |  |                           |                           |                           |                           |
|  |               |               | 3             | Boston        | 0 | 0         |              |              |              |              |  |  |                           |                           |                           |                           |
|  |               |               |               |               | 0 | 0         |              |              |              |              |  |  |                           |                           |                           |                           |
|  |               |               |               |               |   |           |              |              |              |              |  |  |                           |                           |                           |                           |
|  |               |               |               |               |   |           |              |              |              |              |  |  |                           |                           |                           |                           |
|  |               |               |               |               |   |           |              |              |              |              |  |  |                           |                           |                           |                           |
|  |               |               |               |               |   |           |              |              |              |              |  |  |                           |                           |                           |                           |

### Quart-finales
| 7 mars 2019 | Whale du Connecticut | 2-5 (2-2, 0-0, 0-3) | Metropolitan Riveters |  |

| Feuille de match | Feuille de match | Feuille de match | Feuille de match | Feuille de match |
| ---------------- | ---------------- | ---------------- | ---------------- | ---------------- |
|                  |                  |                  |                  |                  |
| Erin O'Neil      | Gardiens         | Katie Fitzgerald |                  |                  |
| 10 min           | Pénalités        | 10 min           |                  |                  |
| 29               | Tirs             | 31               |                  |                  |

### Demi-finales
| 15 mars 2019 | Metropolitan Riveters | 1-5 (0-2, 0-1, 1-2) | Whitecaps du Minnesota |  |

| Feuille de match | Feuille de match | Feuille de match | Feuille de match | Feuille de match |
| ---------------- | ---------------- | ---------------- | ---------------- | ---------------- |
|                  |                  |                  |                  |                  |
| Katie Fitzgerald | Gardiens         | Amanda Leveille  |                  |                  |
| 8 min            | Pénalités        | 10 min           |                  |                  |
| 42               | Tirs             | 41               |                  |                  |

| 9 mars 2019 | Pride de Boston | 0-4 (0-0, 0-2, 0-2) | Beauts de Buffalo |  |

| Feuille de match | Feuille de match | Feuille de match | Feuille de match | Feuille de match |
| ---------------- | ---------------- | ---------------- | ---------------- | ---------------- |
|                  |                  |                  |                  |                  |
| Katlin Burt      | Gardiens         | Shannon Szabados |                  |                  |
| 10 min           | Pénalités        | 4 min            |                  |                  |
| 39               | Tirs             | 35               |                  |                  |

### Finale
| 17 mars 2019 | Beauts de Buffalo | 1-2 (pr) (1-1, 0-0, 0-0, 0-1) | Whitecaps du Minnesota |  |

| Feuille de match | Feuille de match | Feuille de match | Feuille de match | Feuille de match |
| ---------------- | ---------------- | ---------------- | ---------------- | ---------------- |
|                  |                  |                  |                  |                  |
| Nicole Hensley   | Gardiens         | Amanda Leveille  |                  |                  |
| 8 min            | Pénalités        | 6 min            |                  |                  |
| 32               | Tirs             | 25               |                  |                  |

## Effectif champion
L'effectif des Whitecaps déclaré champion de la Coupe Isobel est le suivant  :
- Gardiennes de but : Amanda Leveille, Julie Friend, Sydney Rossman
- Défenseures : Amanda Boulier, Chelsey Brodt Rosenthal, Lee Stecklein, Tanja Eisenschmid, Winny Brodt Brown
- Attaquantes : Allie Thunstrom, Amy Menke, Amy Schlagel, Brooke White-Lancette, Emma Stauber, Hannah Brandt, Haylea Schmid, Jonna Curtis, Kalli Funk, Kate Schipper, Katie Mcgovern, Kendall Coyne Schofield, Lauren Barnes, Lisa Martinson, Margo Lund, Meaghan Pezon, Sadie Lundquist

## Récompenses

### Individuelles
| Trophée                                                                                   | Vainqueur |
| ----------------------------------------------------------------------------------------- | --- |
| Most Valuable Player Joueuse la plus Utile                                                | Maddie Elia (Beauts de Buffalo) |
| Gardienne de l'année                                                                      | Shannon Szabados (Beauts de Buffalo) |
| Défenseure de l'année                                                                     | Blake Bolden (Beauts de Buffalo) |
| Recrue de l'année                                                                         | Jonna Curtis (Whitecaps du Minnesota) |
| Perseverance Award Persévérance, esprit sportif et implication                            | Jillian Dempsey (Pride de Boston) |
| Meilleure pointeuse                                                                       | Hayley Scamurra (Beauts de Buffalo) |
| Fondation LNHF Implication dans la communauté                                             | LMallory Souliotis (Pride de Boston) Kelly Babstock (Beauts de Buffalo) Sarah Hughson (Whale du Connecticut) Kimberly Sass (Metropolitan Riveters) Hannah Brandt (Whitecaps du Minnesota) |
| NWHL Fans’ Three Stars of the Season Trois étoiles de la saison selon les fans de la LNHF | Ashley Johnston (Metropolitan Riveters) Katerina Mrazova (Whale du Connecticut) Madison Packer (Metropolitan Riveters)                                                                    |

### Collectives
| Trophée                           | Équipe                 |
| --------------------------------- | ---------------------- |
| Vainqueur saison régulière        | Whitecaps du Minnesota |
| Coupe Isobel Vainqueur des séries | Whitecaps du Minnesota |